# グランデ川 (ベネズエラ)
グランデ川（グランデかわ、Río Grande）は、ベネズエラのミランダ州を流れる川で、トゥイ川の支流である。グランデとはスペイン語で「大きい」の意味。カウカグア川 (Río Caucagua) とも呼ばれる。上流ではグアレナス川 (Río Guarenas) とも呼ばれる。

## 流路

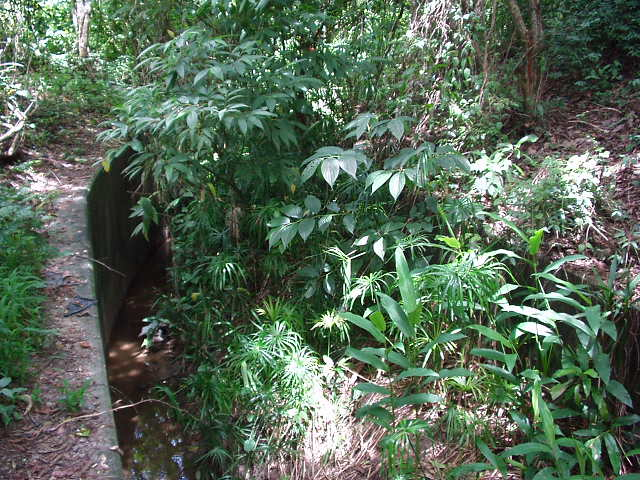
上流では小さな川（2004年8月）

コスタ山脈（カリベ山脈）の中部から流れ出て、山脈の南沿いに東へ流れる。やがてゆっくりと向きを南東に変え、カウカグア付近でバルロベント平野に出る。南に流れてトゥイ川に合流する。流域にはカウカグアやグアレナスのような中小の都市がある。

## 支流
- エンカンタダ沢 (Quebrada Encantada)
- バレンシア沢 (Quebrada Valencia)
- ラペレサ沢 (Quebrada La Pereza)
- イスカラグア沢 (Quebrada Izcaragua)
- セカ沢 (Quebrada Seca)
- クルパオ沢 (Quebrada Curupao)
- ゲイメ沢 (Quebrada Gueime)
- アウヤレ沢 (Quebrada Auyare)
- エルムラト沢 (Quebrada El Mulato)
- グアティレ川 (Río Guatire)
- セカ沢 (Quebrada Seca)
- アライラ川 (Río Araira)
- モロコポ沢 (Quebrada Morocopo)
- チュスピタ川 (Río Chuspita)